# Iti (Gebirge)
Das Iti-Gebirge (neugriechisch Οίτη Iti, auch Oiti, altgriechisch Οἴτη Oítē, lateinisch Oita oder Oeta, auch Öta) ist ein südöstlicher Ausläufer des Pindos-Gebirges und nach seinem höchsten Gipfel (2152 m) benannt. Er befindet sich in der griechischen Landschaft Fthiotida zwischen dem Tal des Sperchios und dem Oberlauf des böotischen Kifisos.
Im östlichen Teil Kallidromo (Καλλίδρομο) reichen seine Ausläufer nahe an den Golf von Malia und lassen dort nur einen sehr schmalen Übergang frei, den berühmten Pass der Thermopylen. Außerdem gab es einen Hochpass im Westen des Kallidromos, der in das hochgelegene Kephisos-Tal führt.
In der Mythologie wird die Oite, beziehungsweise der südliche Gipfel Pyra (Πυρά, 1560 Meter), als der Ort benannt, an dem der Scheiterhaufen stand, auf dem sich Herakles verbrannte, bevor er in den Olymp aufgenommen wurde. Hier befindet sich beim Dorf Pavliani in 1800 Meter Höhe ein Aschenaltar und ein kleiner dorischer Tempel; ein Kult ist von archaischer Zeit bis in die römische Kaiserzeit belegt.
Im Gebiet des Gebirges befindet sich heute ein Nationalpark, der unter dem Namen Ethnikos Drymos Oitis Kilada Asopou als Natura 2000 Schutzgebiet ausgewiesen ist.